# Kammatthana
En el budismo, kammatthāna es una palabra pali (sánscrito: karmasthana) que literalmente significa el lugar de trabajo. 
En sentido figurado, significa el lugar dentro de la mente donde uno va para trabajar en el desarrollo espiritual. Más concretamente, se refiere a los cuarenta objetos canónicos de la meditación (samatha kammatthāna), que figuran en el tercer capítulo de la Visuddhimagga.
Los kammatthana colectivamente no son adecuados para todas las personas en todo momento. Cada kammatthana se puede prescribir, sobre todo por un maestro (Kalyana-mita), a una persona determinada en un momento dado, dependiendo del temperamento de la persona y el estado de ánimo.